# Gnetum leptostachyum
Gnetum leptostachyum — вид голонасінних рослин класу гнетоподібних.

## Поширення, екологія
Країни проживання: Бруней-Даруссалам; Камбоджа; Індонезія (Калімантан); Лаос; Малайзія (Сабах, Саравак); Таїланд; В'єтнам. Вид був знайдений в змішаних диптерокарпових лісах в основному біля річок чи на схилах пагорбів, крутих схилах і гребенях. У гірських умовах описаний у щільних вологих лісах на висотах від 900—1500 м на материку і 1,200-1,800 м на острові Борнео. G. leptostachyum зібраний на глинисто-скелястих або середньо шаруватих ґрунтах, а також більш вапняку. G. leptostachyum var. abbreviatum, який є ендеміком на горі Кінабалу (Борнео), де він росте на ультраосновному субстраті.

## Використання
Волокна кори використовується для виготовлення канатів і риболовних сітей; плоди їстівні.

## Загрози та охорона
Більшість з екорегіонов, де вид зростає перераховані як вразливі. Загрозами є вирубки, перетворення для сільського господарства і перетворення лісових земель на плантації. Особливо низинні місця проживання розкидані і фрагментовані. У Таїланді, В'єтнамі, Камбоджі і на Борнео, G. leptostachyum був знайдений в охоронних районах.